# Янушкевич Олексій Святославович
Олексій Святославович Янушкевич (нар. 15 січня 1986, Мінськ, Білорусь) — білоруський футболіст, захисник футбольної команди «Шахтар» з міста Солігорськ та збірної Білорусі.

## Життєпис
Вихованець мінської школи «Зміна». Перший тренер — Сергій Кашкан.
Професійну кар'єру розпочав у мінському «Динамо» у 2003 році. У 2005 провів повноцінний сезон у дублюючій команді та провів свій перший виступ у чемпіонаті Білорусі. Сезон 2008 року провів в оренді в жодінскому «Торпедо». З 2009 року — гравець солігорського «Шахтаря».

### Збірна
Був заявлений за молодіжну збірну Білорусі на чемпіонат Європи 2009 у Швеції, проте жодного разу не виходив на поле.
У листопада 2014 року гравець національної збірної Білорусі. 

## Досягнення
- Володар Кубка Білорусі з футболу (1):

Шахтар: 2013-14